# Bisdom Paranaguá
Het bisdom Paranaguá (Latijn: Dioecesis Paranaguensis) is een rooms-katholiek bisdom met als zetel Paranaguá, in Brazilië. Het bisdom is suffragaan aan het aartsbisdom Curitiba.

## Geschiedenis
Het bisdom werd opgericht op 21 juli 1962, uit delen van het aartsbisdom Curitiba. 

## Parochies
Het bisdom had in 2021 een oppervlakte van 11.537 km2 en telde 536.000 inwoners waarvan 77,0% rooms-katholiek was.

## Bisschoppen
- Bernardo José Nolker (7 januari 1963 - 15 maart 1989)
- Alfredo Ernest Novak (15 maart 1989 - 2 augustus 2006)
- João Alves dos Santos (2 augustus 2006 - 9 april 2015)
- Edmar Perón (25 november 2015 - heden)

Curitiba (aartsbisdom) · Guarapuava · Paranaguá · Ponta Grossa · São José dos Pinhais · União da Vitória